# Glasbena matica
Glasbena matica (GM) je naziv slovenskih kulturnih društev, ki združujejo tako profesionalne kot amaterske glasbenike in si prizadevajo ohranjati in spodbujati slovensko glasbeno kulturo. Prva slovenska glasbena matica je bila ustanovljena avgusta 1872 v Ljubljani. Povod za ustanovitev društva je bil nezadosten posluh tedanje Filharmonične družbe za slovensko glasbo (v drugi polovici 19. stoletja so bila ljubljanska kulturna gibanja pod močnim nemškim oz. avstrijskim vplivom). Poslanstvo Glasbene matice je bilo spodbujanje slovenskih avtorjev h komponiranju, izdajanje slovenskih skladb, zbiranje ljudskih pesmi, glasbeno izobraževanje in formiranje glasbenih skupin. Leta 1882 je ustanovila glasbeno šolo, leta 1891 pa mešani pevski zbor. Ob prelomu stoletja so bile ustanovljene glasbene matice v Novem mestu, Gorici in v Trstu, v Mariboru pa šele leta 1919. 

## Glasbena matica v Ljubljani
Glasbena šola ljubljanske glasbene matice je leta 1920 dobila status glasbenega konservatorija, ki pa je bil leta 1927 podržavljen; iz njega se je kasneje razvila Akademija za glasbo v Ljubljani. Leta 1919 se je matici pridružila tudi Filharmonična družba (Philharmonische Gesellschaft). Leta 1922 je ustanovila glasbeni arhiv, leta 1934 pa Inštitut za raziskovanje slovenske glasbene folklore. V času druge svetovne vojne je njeno delovanje zamiralo, zaradi reorganizacije slovenskega glasbenega založništva in šolstva je leta 1945 morala prenehati z delom, njeno premoženje pa je bilo podržavljeno. Do preloma tisočletja je občasno deloval le pevski zbor GM, leta 1998 pa je bilo njeno premoženje (stavbi na Vegovi ulici 5 in Gosposki ulici 8, v kateri se je po vojni razvila Srednja glasbena in baletna šola Ljubljana) denacionalizirano. V 21. stoletju se delovanje GM ponovno prebuja.

## Glasbena matica v Mariboru
Glasbena matica v Mariboru je imela svoj ustanovni občni zbor 5. septembra 1919. Med njenimi začetniki je bil Alojzij Juvan.